# Motores Maserati na Fórmula 1
Os motores Maserati conquistaram dois títulos do Campeonato Mundial de Pilotos de Fórmula 1 (ambos como equipe oficial).

## História
A história dos motores Maserati na Fórmula 1 começou em sua temporada inaugural, que foi realizada em 1950, quando a Officine Alfieri Maserati fez sua estreia na categoria máxima do automobilismo mundial. Entretanto, apesar da equipe vencer os dois campeonatos de pilotos da Fórmula 1 — nesta época ainda não era disputado o campeonato de construtores —, ela se retira da competição após disputar a temporada de 1957.
Entretanto, a Maserati permaneceu fornecendo motores para equipes da categoria até 1969. Sendo os seus melhores resultados os terceiros lugares no Campeonato Mundial de Construtores nas temporadas de 1966 e 1967, ambos conquistados pela equipe britânica Cooper.

## Fornecimento de motores
| 1950 | Officine Alfieri Maserati | Maserati 1.5 L4C (s/c)          |
| 1952 | Officine Alfieri Maserati | Maserati 2.0 L6                 |
| 1953 | Officine Alfieri Maserati | Maserati 2.0 L6                 |
| 1954 | Officine Alfieri Maserati | Maserati 2.0 L6 Maserati 2.5 L6 |
| 1955 | Officine Alfieri Maserati | Maserati 2.5 L6                 |
| 1955 | Arzani-Volpini            | Maserati 4CLT 2.5 L4            |

## Títulos

### Campeonato de Pilotos
| Ano  | Piloto             |
| ---- | ------------------ |
| 1954 | Juan Manuel Fangio |
| 1957 | Juan Manuel Fangio |

## Campeonato como Fornecedora

### Pilotos
| Ano  | Pos | Piloto       |
| ---- | --- | ------------ |
| 1966 | 2º  | John Surtees |
| 1966 | 3º  | Jochen Rindt |

### Construtores
| Ano  | Pos | Construtor |
| ---- | --- | ---------- |
| 1966 | 3º  | Cooper     |
| 1967 | 3º  | Cooper     |